# Aura (canción)
«Aura» es una canción interpretada por la cantante y compositora estadounidense Lady Gaga, perteneciente a su tercer álbum de estudio, Artpop. Originalmente titulada como «Burqa», fue compuesta y producida por Gaga, en compañía del disc jockey alemán Zedd y el dúo israelí Infected Mushroom.
Es una canción que habla sobre cómo es vivir «detrás del aura». La letra es considerada como controvertida y en la mayoría de las líneas se habla sobre asesinato y sexo; según Gaga, su letra trata sobre diversos temas pero principalmente sobre la percepción que provoca en la gente por sus ideas creativas y estilo visual; también explicó que estos «velos» protegen su creatividad y que «el aura en realidad es la manera en que se ocupa de su locura». Cuenta con distorsiones vocales y risas «maníacas»; incluye géneros como el dance pop, el electropop y el techno e influencias del dubstep, el new wave, la música musulmana y samples de una canción del dúo productor Infected Mushroom. Además, la canción muestra similitudes con «Scheiße» de su álbum de estudio anterior, Born This Way.
Lady Gaga la interpretó en vivo por primera vez en el iTunes Festival el 1 de septiembre de 2013, donde utilizó un atuendo color negro similar al de un bandido y también un burka. Durante la semana del 17 de octubre, «Aura» debutó en la posición veintiocho de la lista musical Dance/Electronic Songs gracias al streaming de su vídeo lírico. Más tarde subió al número catorce.

## Antecedentes y composición
En octubre de 2012, el disc jockey alemán Zedd confirmó a MTV que había estado trabajando con Gaga en su nuevo disco ARTPOP. El mismo mes, el británico Calvin Harris escribió un tuit a la intérprete diciendo que estaba emocionado por oír lo que ella y Zedd habían creado, a lo que ella respondió que estuvo escuchando «**rq*» todo el día, lo que provocó especulaciones de que la canción se llamaba «Burqa». Casi un año después, un par de días previos al lanzamiento de «Applause», la pista fue filtrada en Internet, aunque aún sin haber sido confirmada para pertenecer en ARTPOP. Basándose en su contenido lírico y los rumores previos, varios medios se referían a ella como «Burqa», «Aura» o «Burqa/Aura». Más tarde, Gaga dijo que era simplemente un demo y que la versión final sería diferente.
El 1 de septiembre de 2013, durante su concierto en el iTunes Festival, confirmó que el título final era «Aura», además de haberla interpretado en el evento. Dos días después, inició una votación en su cuenta de Twitter para que sus seguidores eligiesen el segundo sencillo del disco, entre los que se disputaban «Aura», «MANiCURE», «Sexxx Dreams» y «Swine». Sin embargo, al final fue «Venus» el elegido. El 4 de octubre, Robert Rodríguez estrenó uno de los avances de la película Machete Kills (2013), donde la canción es utilizada como banda sonora. Seis días después, Gaga publicó un vídeo con escenas del filme en YouTube que además contiene la letra del tema. Aunque, la versión utilizada posee algunos cambios en ciertos versos. El mismo día, reveló la lista de canciones de ARTPOP, donde «Aura» es la primera canción del repertorio. Musicalmente es una canción EDM influenciada del dubstep, el new wave y la música musulmana. Tiene una duración total de 3:55, y su letra habla sobre cómo es vivir «detrás del aura». Fue compuesta y producida por Gaga y Zedd, además de contener samples de un tema del dúo israelí Infected Mushroom.

## Recepción

### Comentarios de la crítica
«Aura» recibió comentarios diversos de los críticos musicales. Sal Cinquemani de Slant Magazine, dijo que esta canción habría sido una mejor opción para ser el primer sencillo de ARTPOP, en vez de «Applause».

### Controversia

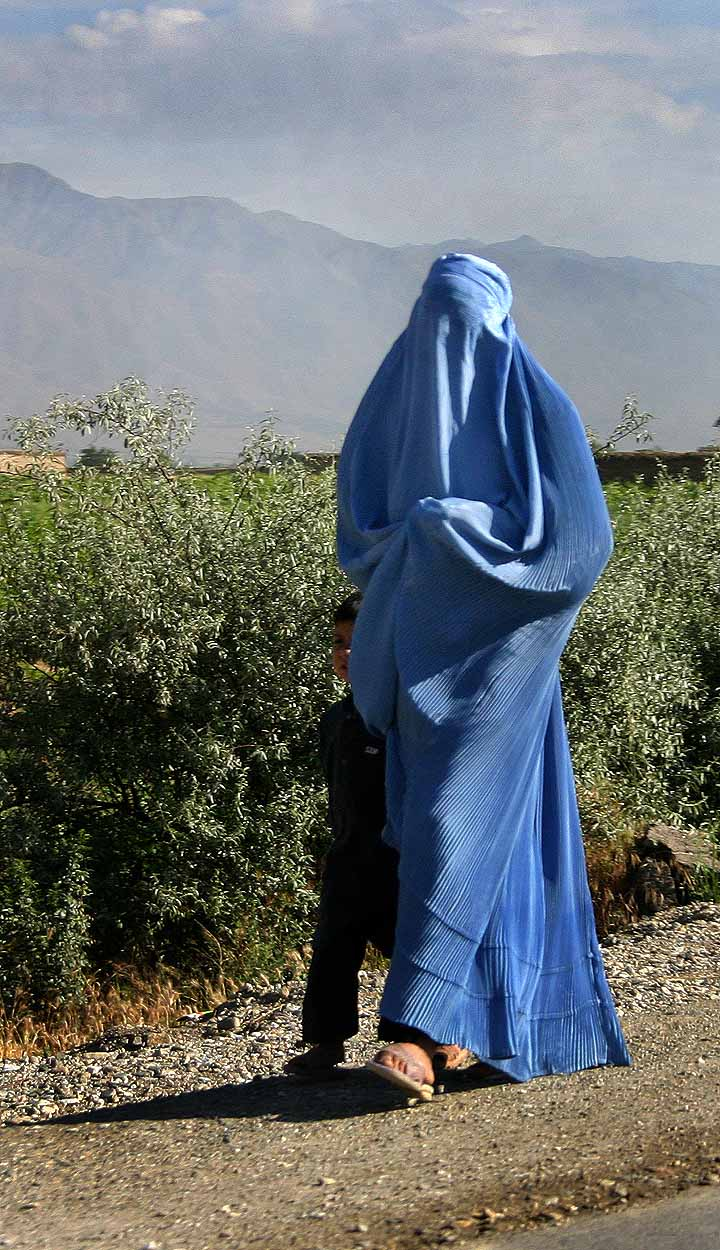
La mención del "burka" en la canción es un suceso controversial y polémico.

La mención del "burka" en la canción es un suceso controversial. La letra del coro de la canción dice: "Do you want to see me naked, lover? / Do you want to peek underneath the cover? / Do you want to see the girl who lives behind the aura, behind the curtain, behind the burqa?" («¿Quieres verme desnuda, amante? / ¿Quieres mirar debajo de la cubierta? / ¿Quieres ver a la chica que vive detrás del Aura, detrás de la cortina, detrás del burka?»). Los burkas son piezas de tela que usan las mujeres musulmanas en honor a su religión. El burka representa la desviación de los cánones de belleza de los hombres, ya que cubre todo el cuerpo y el rostro de la mujer que lo lleva.
En un principio, se tenía claro que el nombre de la canción iba a ser «Burqa», pero debido a la reacción negativa de la comunidad musulmana a esta, por considerarse una falta de respeto hacia la religión del mundo islámico, fue renombrado como «Aura».

## Presentaciones en vivo
El 1 de septiembre de 2013, Lady Gaga abrió el iTunes Festival interpretando «Aura» por primera vez mientras estaba encerrada en una jaula. Su traje era una mezcla entre un burka y un atuendo inspirado en los bandidos. Esa misma noche, cantó otras canciones de ARTPOP como «Sexxx Dreams», «MANiCURE» y «Applause». Para celebrar el lanzamiento del álbum de estudio, la cantante realizó una fiesta gratuita llamada artRave el 11 de noviembre. Adicional a ello, dio un espectáculo en donde nuevamente abrió presentando «Aura», esta vez usando un traje inflable color blanco con una máscara que cubría todo su rostro. El 8 de diciembre, cerró el Jingle Bell Ball en Londres interpretando «Poker Face», «Born This Way», «Aura», «Do What U Want» y otras canciones. Durante todo el concierto, solo utilizó una chaqueta y un sostén de conchas plateadas, unos botines y una tanga color negro, y una peluca verde.
El 13 de marzo de 2014, la cantante participó en el SXSW Festival, el cual tuvo lugar en Austin, Texas. El evento contó con la asistencia de unas 2200 personas y a Gaga se le pagó la suma de $2 500 000, dinero que posteriormente sería donado a la Born This Way Foundation. Usando solo un bikini de color negro y una peluca rubia rasta, inició el concierto cantando «Aura» mientras estaba atada a un asador que daba vueltas. Otras de las canciones que interpretó fueron «Swine», «Jewels N' Drugs» y «Gypsy». También ha sido interpretada en su artRAVE: The ARTPOP Ball Tour y su residencia llamada Lady Gaga: Enigma.

## Semanales
| Corea del Sur  | Gaon Digital Chart     | 60 |
| Estados Unidos | Dance/Electronic Songs | 14 |